# Der Einzige (Zeitschrift)
Der Einzige ist der Titel dreier Periodika. Das erste war eine Zeitschrift mit individualistisch-anarchistischer Ausrichtung, die von 1919 bis 1925 in sehr unterschiedlicher Frequenz erschien. Das zweite war eine Vierteljahresschrift, die von 1998 bis 2006 erschien. Das dritte war ein Jahrbuch, das in Nachfolge des zweiten von 2008 bis 2013 erschien.
Der Titel bezieht sich jedes Mal auf Max Stirners Buch Der Einzige und sein Eigentum, dessen Inhalt auch jeweils den thematischen Schwerpunkt aller Ausgaben bildet.

## Der Einzige (1919–1925)
Der Begründer und Herausgeber von Der Einzige war Anselm Ruest (Pseudonym für Ernst Samuel). Im ersten Jahr firmierte Mynona (Pseudonym für Salomo Friedlaender), der ein vierseitiges „humoristisches“ Beiblatt mit wechselnden Titeln beisteuerte, als zweiter Herausgeber. Die Zeitschrift enthielt eine Rubrik für das Mitteilungsblatt der „Gesellschaft für individualistische Kultur (Stirnerbund)“, deren Vertreter der angehende Philosoph Gerhard Lehmann war.
Die Programmatik des Blattes wurde jeweils auf der letzten Seite eines Hefts abgedruckt:

„Der Einzige … kennt keine Parteien. Er steht auf streng individualistischem Boden und kämpft gegen jede Massensuggestion und Massenpsychose. Er ist der Ansicht, dass die Rettung aus verwirrter Gegenwart in klarere Zukunft nur wieder im Appell an das Ich, durch Zurückgehn auf Individualisten wie Stirner und Nietzsche zu finden sei, deren Ideen er vor allen übrigen entwickeln und weiter ausbauen wird…“
Am Anfang erschien das Blatt im Umfang von sechs bis acht Seiten wöchentlich, ab der Nr. 20 zweiwöchentlich und ab 1922 unregelmäßig. Der 2. Jahrgang (1921) erschien aus unbekannten Gründen gar nicht. Den Mitgliedern des Stirnerbundes wurden stattdessen drei Broschüren als Ersatz angeboten – Max Stirner: Über Schulgesetze (1834), hrsg. v. Rolf Engert; Paul Cohn: Gemütserregungen als Krankheitsursachen; 3. Reinhard Hanko: Dissoziativismus. Eine genealogische Erkenntnistheorie.
Jede Ausgabe des 1. Jahrgangs enthielt, meist auf den letzten vier Seiten, ein von Mynona redigiertes Beiblatt satirischen, parodistischen bzw. „humoristischen“ Inhalts mit einem entsprechenden Titel, so etwa: Der Menschenfresser (Nr. 4), Das Glotzauge (5), Die selbstlose Mumie (10), Der windschiefe Tiger (13), Die Magermilchstraße (14), Der Philoso-Viehtreiber (17). Seit 1923 erschien das Beiblatt Der Komplizissimus: Ein Blatt für Humor und Satire. Herausgegeben von Willy Bürger unter der Mitarbeit von „Mynona“.
Der Einzige hatte am Beginn eine starke Anziehungskraft auf den Bohème-Anarchismus und soll, nach H. G. Helms, eine „hervorragende Tribüne für Berliner Literaten aus dem Umkreis des Cafés 'Größenwahn'“ gewesen sein.
In Der Einzige wurden literarische Beiträge zum individualistischen Anarchismus in einem weit gefassten Sinn veröffentlicht. In der Doppelausgabe 27/28 (1. November 1919) erschien ein Aufruf zur Selbsthilfe mit dem Hinweis, dass die Herausgeber sich mit anderen zu einem Verein zusammengeschlossen hätten. Ziel des Vereines war es, ganz im Sinne von Stirner, dass die einzelne Person, der Egoist (also Der Einzige), in dieser Vereinsform seine individuellen Eigenschaften und Anschauungen nicht aufgeben müsse, sondern sie dem Verein zur Verfügung stellen konnte. Darüber hinaus wollte der Verein, durch die Zeitschrift Der Einzige, das Gedankengut von Max Stirner verbreiten. Es war auch vorgesehen Personalistische Schulen zu gründen.
Artikel, Texte und Beiträge von unter anderem Iwan Bloch, Raoul Hausmann (Pseudonym: Panarchos), Walter Mehring, Henrik Ibsen, Benedict Lachmann (Pseudonym: Antibarbarus), Paul Scheerbart wurden veröffentlicht. Korrespondenten im Ausland waren: Alberto Spaini (Rom), Rudolf Grossmann (Pseudonym: Pierre Ramus), Marcel Sauvage (Paris), Ludwig Bünger (Dänemark), Roel Houwink (Niederlande) und andere.
Anselm Ruest ging nach der Machtübernahme der Nationalsozialisten in Deutschland nach Frankreich, wo er 1937 vergeblich versuchte, eine Nachfolgezeitschrift für Der Einzige mit dem Titel Die Empörung. Eine Zeitschrift für Mündige herauszubringen.

## Der Einzige (1998–2006)
Eine Zeitschrift gleichen Titels erschien von 1998 bis 2006 als Vierteljahresschrift des Max-Stirner-Archivs Leipzig. Sie wurde von Kurt W. Fleming gegründet und (zeitweise mit Bernhard Piegsa) herausgegeben und verstand sich ausdrücklich nicht als Fortsetzung des 1919–1925 erschienenen Blattes und wollte Distanz wahren zu allen, die Stirner zu diffamieren „oder ihn für sich zu instrumentalisierten“ versuchten.

## Der Einzige (2008–2013)
Die Zeitschrift Der Einzige (1998–2006) wurde von 2008 bis 2013 als Jahrbuch der Max-Stirner-Gesellschaft weitergeführt. Das Jahrbuch hatte einen wissenschaftlichen Beirat aus sechs Professoren, darunter Wolfgang Eßbach, Nikos Psarros und Jean-Claude Wolf. Da die Max-Stirner-Gesellschaft sich 2014 auflöste, ist eine Fortsetzung der Publikation ungewiss.

## Reprint
Eine fast vollständige faksimilierte Ausgabe aller erschienenen Ausgaben von Der Einzige (1919–1925) wurde 1980 von Hartmut Geerken zusammengestellt und – mit einem Nachwort von ihm versehen – bei Kraus Reprint, München, als Buch (insgesamt 356 Seiten) verlegt.